# Vousatec Smithův
Vousatec Smithův (Leptocharias smithii) je druh žraloka z řádu žralounů, který představuje jediného zástupce rodu Leptocharias i čeledi vousatcovití (Leptochariidae). 

## Systematika
Rod Leptocharias vytyčil jihoafrický zoolog Andrew Smith v roce 1838, nicméně k popisu Leptocharias smithii došlo až o rok později. Rod Leptocharias byl tradičně řazen k hladkounovitým (Triakidae) nebo modrounovitým (Carcharhinidae), avšak Leonard Compagno již v roce 1979 poukázal na problematičnost zařazení rodu Leptocharias do zmíněný čeledí, a ve své práci z roku 1984 jej tak zařadil do samostatné čeledi Leptochariidae (česky vousatcovití), kam jej zařazuje i moderní taxonomie.

## Popis
Jedná se o menší druh útlého šedohnědého žraloka dosahující délky kolem 60 cm, maximálně až 80 cm. Horní (vnější) záústní záhyby jsou velmi dlouhé. Nosní chlopně jsou přetvořeny do útlých vouskovitých útvarů. Malé spirakulum je přítomno. Zuby jsou malé. Předocasní prohlubenina je přítomna.

## Výskyt
Vousatec Smithův je endemický východnímu Atlantiku. Vyskytuje se podél západoafrického pobřeží v mělkých vodách od 5–75 m. Zvláště hojný je v bahnitých vodách při ústích řek.

## Biologie
Jedná se o živorodý druh. Samice disponují unikátně tvarovanou kulovitou placentou. Vrh čítá 7 mláďat. Živí se korýši, rejnoky a menšími druh kostnatých ryb.

## Vztah k lidem
Mezinárodní svaz ochrany přírody považuje druh za zranitelný. Vousatec Smithův je totiž častým nechtěným a snad chtěným úlovkem místních domorodých a snad i komerčních rybářů. Vousatec je ceněn pro své maso, které se prodává čerstvé, vyuzené či usušené a nasolené, a své využití nalézá i vousatcova kůže.